# Karsten Jaspersen
Karsten Jaspersen (* 8. August 1896 in Kiel; † 29. September 1968 in Plön) war ein deutscher Psychiater und Neurologe.

## Leben und Wirken
Der Arztsohn nahm nach der Reifeprüfung am Ersten Weltkrieg teil und gehörte nach Kriegsende dem Freikorps Epp an. Anschließend absolvierte er ein Medizinstudium an den Universitäten München und Kiel, wo er 1923 zum Dr. med. promoviert wurde. Danach folgte bis 1926 seine Ausbildung zum Facharzt für Psychiatrie und Neurologie an der Universitätsnervenklinik bei Oswald Bumke und Emil Kraepelin. Jaspersen übernahm 1927 die stellvertretende ärztliche Leitung an der Privatanstalt für Geisteskranke Schellhorner Berg seines Vaters in Preetz. Ab 1929 war er zunächst Oberarzt und dann von 1931 bis zu seiner Pensionierung 1960 Chefarzt der psychiatrisch-neurologischen Abteilung des Diakonissenhauses Sarepta der Bodelschwinghschen Anstalten Bethel in Bielefeld.
Jaspersen war bereits zum 1. Mai 1931 der NSDAP beigetreten (Mitgliedsnummer 509.917). Er war als Gutachter bei der NSDAP-Reichsleitung München sowie als Richter am Erbgesundheitsgericht tätig und zeitweise der Arzt von Martin Bormann. Während der Aktion T4 unterstützte er den Anstaltsleiter Fritz von Bodelschwingh gegen die Durchführung der NS-Euthanasie in Bethel. Vergeblich suchte er bei Kollegen wie Oswald Bumke und Ernst Rüdin um Unterstützung gegen die geplanten Maßnahmen der NS-Euthanasie und informierte in diesem Zusammenhang auch den Bischof Clemens August Graf von Galen. Er erstattete u. a. Anzeige gegen mit der Aktion T4 befasste Polizisten und weigerte sich, die Meldebögen auszufüllen, da er dies als Beihilfe zum Mord einstufte. Eine entsprechende Intervention bei dem ihm persönlich bekannten Bormann war nicht erfolgreich. Er leistete nach eigenen Angaben Widerstand, da „gerade für mich als nationalsozialistischen Arzt […] diese Maßnahmen unmittelbar und entscheidend gegen jede ärztliche Berufsauffassung gehen“.
Er war mit der Malerin Elisabeth Jaspersen (1900–1994), geborene Rüdel, verheiratet. Nach ihrem Tod wurden die Eheleute an ihrem letzten Wohnort auf dem Plöner Osterfriedhof beigesetzt.

## Schriften
- Ein Beitrag zur forensischen Beurteilung von Brandstiftung durch Imbezille, Kiel, Med. Diss., 1923
- Lehrbuch der Geistes- und Nervenkrankenplege, Bethel : Verl.-Handl. d. Anst. Bethel (zwischen 1949 und 1965 mehrfach aufgelegt und überarbeitet)